# Felix Jones
Felix Jones Junior (urodzony 8 maja 1987 roku w Tulsa w stanie Oklahoma) – amerykański zawodnik futbolu amerykańskiego, grający na pozycji running back. W rozgrywkach akademickich NCAA występował w drużynie Arkansas.
W roku 2008 przystąpił do draftu NFL. Został wybrany w pierwszej rundzie (22. wybór) przez zespół Dallas Cowboys. W drużynie z Teksasu występował do sezonu 2012. Od roku 2013 gra dla drużyny Philadelphia Eagles.